# معركة ستوكفيلد
معركة ستوكفيلد (بالإنجليزية: Battle of Stoke Field)‏ هي معركة من سلسلة معارك حرب الوردتين بين جيش أسرة لانكاستر و جيش أسرة يورك، حدثت في 16 يونيو من عام 1487م وفيها انتصر اللانكاسترين بقيادة هنري السابع. تعتبر هذه المعركة هي نهاية هذه السلسلة من المعارك الدموية.